# Sebastián Corda
Sebastián Corda (San Martín, Argentina; 29 de junio de 1995) es un futbolista argentino. Juega de lateral izquierdo.Su actual equipo es el Club Atlético San Miguel que milita en la Primera Nacional, segunda división del fútbol argentino. 

## Trayectoria
Corda comenzó su carrera en 2015 en el Club Comunicaciones de la Primera B Metropolitana. Jugó un total de cinco temporadas en el club.
En noviembre de 2020, el defensor fichó con el Mitre de la Primera B Nacional, segunda categoría argentina.
Para la temporada 2022, se incorporó al Instituto de Córdoba, también en segunda. Fue parte del plantel que ganó el ascenso ese año, disputando 39 encuentros.
El 14 de enero de 20234 se anunció su fichaje en el Zrinjski Mostar de la Liga Premier de Bosnia y Herzegovina.

## Estadísticas
Actualizado al último partido disputado el 3 de julio de 2023.
| Club                          | Div.          | Temporada     | Liga  | Liga  | Copas nacionales | Copas nacionales | Copas internacionales | Copas internacionales | Total | Total |
| Club                          | Div.          | Temporada     | Part. | Goles | Part.            | Goles            | Part.                 | Goles                 | Part. | Goles |
| ----------------------------- | ------------- | ------------- | ----- | ----- | ---------------- | ---------------- | --------------------- | --------------------- | ----- | ----- |
| Comunicaciones Argentina      | 3.ª           | 2015          | 1     | 0     | 1                | 0                | —                     | —                     | 2     | 0     |
| Comunicaciones Argentina      | 3.ª           | 2016-17       | 17    | 0     | —                | —                | —                     | —                     | 17    | 0     |
| Comunicaciones Argentina      | 3.ª           | 2017-18       | 31    | 1     | —                | —                | —                     | —                     | 31    | 1     |
| Comunicaciones Argentina      | 3.ª           | 2018-19       | 33    | 0     | —                | —                | —                     | —                     | 33    | 0     |
| Comunicaciones Argentina      | 3.ª           | 2019-20       | 17    | 0     | —                | —                | —                     | —                     | 17    | 0     |
| Comunicaciones Argentina      | Total club    | Total club    | 99    | 1     | 1                | 0                | 0                     | 0                     | 100   | 1     |
| Mitre (SdE) Argentina         | 2.ª           | 2020-21       | 2     | 0     | —                | —                | —                     | —                     | 2     | 0     |
| Mitre (SdE) Argentina         | 2.ª           | 2021          | 29    | 1     | —                | —                | —                     | —                     | 29    | 1     |
| Mitre (SdE) Argentina         | Total club    | Total club    | 31    | 1     | 0                | 0                | 0                     | 0                     | 31    | 1     |
| Instituto (Córdoba) Argentina | 2.ª           | 2022          | 39    | 0     | —                | —                | —                     | —                     | 39    | 0     |
| Instituto (Córdoba) Argentina | 1.ª           | 2023          | 20    | 0     | 1                | 0                | —                     | —                     | 21    | 0     |
| Instituto (Córdoba) Argentina | Total club    | Total club    | 59    | 0     | 1                | 0                | 0                     | 0                     | 60    | 0     |
| Total carrera                 | Total carrera | Total carrera | 189   | 2     | 2                | 0                | 0                     | 0                     | 191   | 2     |